# 러시아 정교회 십자가

러시아 정교회 십자가

러시아 정교회 십자가(영어: Russian orthodox cross, 러시아어: русский православный крест)는 러시아 정교회 및 관련 정교회 교단에서 사용하는 십자가의 한 형태이다.
비잔틴 제국에서 6세기부터 성화나 상징물에 사용된 것이 보이나, 러시아에서는 16세기 이반 4세 시기부터 정교회에서 사용되기 시작했다.
하나의 세로대를 가로질러 세개의 가로대가 있고 맨 아래의 가로대는 한쪽으로 기울어져 있는 것이 특징이다. 중앙의 가로대는 세로대와 함께 예수 그리스도가 십자가에 못박혔음을, 상단의 가로대는 유대인의 왕(헬라어에서는 영광의 왕)이라 쓴 빌라도의 죄패를 의미한다. 하단의 가로대는 예수의 양편에 매달린 두 죄수 중 참회한 자는 천국으로 올라가고 비방한 자는 지옥에 떨어졌음을 의미한다고 여겨지는데, 일설에는 예수의 발이 십자가에 못박힘을 나타낸 것이라고도 한다. 경우에 따라 상단의 가로대는 그려지지 않기도 한다.

## 같이 보기
- 러시아 정교회
- 십자가